# Мандаринка
Мандаринката (Aix galericulata) е птица от разред Гъскоподобни (Anseriformes), семейство Патицови (Anatidae). Названието на вида идва от административна длъжност в средновековен Китай, чиито изпълнители се обличали пищно и многоцветно. Мандаринката е сред най-дребните представители на разред Гъскоподобни. Тежи между 400 и 700 грама. Интересна особеност е, че мандаринките не крякат, а свистят и шипят.

## Разпространение
Мандаринката е повсевместно разпространена в Европа и Азия, но е с много ниска плътност на популацията. Борят се две противоречиви тенденции: от една страна числеността ѝ в традиционните ѝ местообитания се съкращава вследствие на лова и стопанската дейност на човека, от друга, голям брой птици се размножават и живеят в полудомашно състояние, попълвайки по този начин числеността на вида. В България се среща в диво състояние в близост до Черноморското крайбрежие и река Дунав. Тя е рядък за наблюдение вид.

## Начин на живот и хранене
Оттук за име на рода се използва понякога горски или дървесни патици. Полетът ѝ притежава висока маневреност и характерното за него е, че в случай на уплаха излита вертикално нагоре, което е непостижимо за повечето от останалите птици от разред Гъскоподобни. По отношение на храненето е всеядна, но като цяло предпочита растителна храна.

## Размножаване
При мандаринката силно изразен е половият диморфизъм. Мъжката е красиво оцветена за разлика от женската, която е почти незабележима с маскировъчното си кафеникаво оперение. Гнезди като правило в дупки на дърветата на височина от порядъка на десетина метра. Женската снася от 5 до 7 бели яйца, които мъти в продължение на 23 – 28 дни. Още с излюпването си малките, насърчавани от майката, изскачат от гнездото, което често е на значителна височина, и използвайки недоразвитите си криле и ципи на краката, омекотяват падането. Малките са изключително издръжливи и подвижни, плуват отлично, при заплаха се гмуркат и задържат успешно под водата. Хранят се много и практически с всичко, което могат да открият във водата и много бързо се развиват.

## Допълнителни сведения
Мандаринката е отглеждана над един век като декоративна птица в домашно или полудомашно състояние. При домашно отглеждане се чувства и разможава добре, не е придирчива към храната, издържа на сравнително хладен климат.